# Brazzaville
Brazzaville, thủ đô của Cộng hòa Congo, tọa lạc tại khu vực Đông Nam của Cộng hòa Congo. Brazzaville nằm bên bờ sông Congo, phía hạ lưu của Vực Malebo (tên cũ là Vực Stanley) và đối diện với thủ đô của Cộng hòa Dân chủ Congo là Kinshasa cùng với hai tỉnh khác của nước láng giếng là Bas-Congo và Bandundu. Thành phố Brazzaville là trung tâm kinh tế, chính trị và hành chính của Cộng hòa Congo. Thành phố có các ngành chính như: nguyên liệu ngành in ấn, chế biến thực phẩm, dệt may. Brazzaville cũng là một thành phố cảng sông lớn. Thành phố này là trung tâm vận tải giữa vùng trong đất liền và cảng nằm bên bờ Đại Tây Dương Pointe-Noire. Sân bay quốc tế Maya Maya là sân bay lớn nhất của Cộng hòa Congo.
Brazzaville được nhà thám hiểm Pháp Pierre Savorgnan de Brazza thành lập năm 1880 và bị người Pháp cai trị từ 1882 đến 1960 khi nó trở thành thủ đô của quốc gia mới độc lập Cộng hòa Congo. Nền kinh tế của thành phố này đã được khai thông và phát triển khi tuyến đường sắt nối nó với Pointe-Noire hoàn thành năm 1946.

## Khí hậu
Brazzaville có khí hậu xavan (phân loại khí hậu Köppen Aw).
| Dữ liệu khí hậu của Brazzaville          | Dữ liệu khí hậu của Brazzaville | Dữ liệu khí hậu của Brazzaville | Dữ liệu khí hậu của Brazzaville | Dữ liệu khí hậu của Brazzaville | Dữ liệu khí hậu của Brazzaville | Dữ liệu khí hậu của Brazzaville | Dữ liệu khí hậu của Brazzaville | Dữ liệu khí hậu của Brazzaville | Dữ liệu khí hậu của Brazzaville | Dữ liệu khí hậu của Brazzaville | Dữ liệu khí hậu của Brazzaville | Dữ liệu khí hậu của Brazzaville | Dữ liệu khí hậu của Brazzaville |
| Tháng                                    | 1                               | 2                               | 3                               | 4                               | 5                               | 6                               | 7                               | 8                               | 9                               | 10                              | 11                              | 12                              | Năm                             |
| ---------------------------------------- | ------------------------------- | ------------------------------- | ------------------------------- | ------------------------------- | ------------------------------- | ------------------------------- | ------------------------------- | ------------------------------- | ------------------------------- | ------------------------------- | ------------------------------- | ------------------------------- | ------------------------------- |
| Cao kỉ lục °C (°F)                       | 37.5 (99.5)                     | 36.3 (97.3)                     | 37.5 (99.5)                     | 36.8 (98.2)                     | 37.3 (99.1)                     | 34.3 (93.7)                     | 33.8 (92.8)                     | 40.2 (104.4)                    | 39.5 (103.1)                    | 38.9 (102.0)                    | 35.8 (96.4)                     | 40.2 (104.4)                    | 40.2 (104.4)                    |
| Trung bình ngày tối đa °C (°F)           | 30.5 (86.9)                     | 31.3 (88.3)                     | 31.7 (89.1)                     | 31.8 (89.2)                     | 30.9 (87.6)                     | 28.4 (83.1)                     | 27.0 (80.6)                     | 28.5 (83.3)                     | 30.4 (86.7)                     | 30.8 (87.4)                     | 30.4 (86.7)                     | 30.2 (86.4)                     | 30.2 (86.4)                     |
| Trung bình ngày °C (°F)                  | 26.0 (78.8)                     | 26.4 (79.5)                     | 26.7 (80.1)                     | 26.8 (80.2)                     | 26.2 (79.2)                     | 23.8 (74.8)                     | 22.4 (72.3)                     | 23.6 (74.5)                     | 25.5 (77.9)                     | 26.1 (79.0)                     | 25.9 (78.6)                     | 25.8 (78.4)                     | 25.4 (77.7)                     |
| Tối thiểu trung bình ngày °C (°F)        | 21.4 (70.5)                     | 21.5 (70.7)                     | 21.7 (71.1)                     | 21.9 (71.4)                     | 21.6 (70.9)                     | 19.3 (66.7)                     | 17.8 (64.0)                     | 18.8 (65.8)                     | 20.6 (69.1)                     | 21.4 (70.5)                     | 21.4 (70.5)                     | 21.5 (70.7)                     | 20.7 (69.3)                     |
| Thấp kỉ lục °C (°F)                      | 17.0 (62.6)                     | 14.5 (58.1)                     | 17.7 (63.9)                     | 18.6 (65.5)                     | 17.0 (62.6)                     | 12.7 (54.9)                     | 10.5 (50.9)                     | 10.3 (50.5)                     | 15.2 (59.4)                     | 13.7 (56.7)                     | 18.2 (64.8)                     | 17.7 (63.9)                     | 10.3 (50.5)                     |
| Lượng Giáng thủy trung bình mm (inches)  | 160 (6.3)                       | 137 (5.4)                       | 167 (6.6)                       | 191 (7.5)                       | 118 (4.6)                       | 8 (0.3)                         | 3 (0.1)                         | 4 (0.2)                         | 34 (1.3)                        | 139 (5.5)                       | 261 (10.3)                      | 172 (6.8)                       | 1.394 (54.9)                    |
| Số ngày giáng thủy trung bình (≥ 1.0 mm) | 10                              | 8                               | 11                              | 12                              | 8                               | 1                               | 0                               | 0                               | 4                               | 9                               | 14                              | 12                              | 89                              |
| Độ ẩm tương đối trung bình (%)           | 81                              | 80                              | 79                              | 81                              | 81                              | 79                              | 77                              | 73                              | 71                              | 76                              | 81                              | 82                              | 78                              |
| Số giờ nắng trung bình tháng             | 171                             | 167                             | 192                             | 181                             | 177                             | 141                             | 127                             | 133                             | 145                             | 152                             | 157                             | 154                             | 1.897                           |
| Nguồn 1: Deutscher Wetterdienst          |                                 |                                 |                                 |                                 |                                 |                                 |                                 |                                 |                                 |                                 |                                 |                                 |                                 |
| Nguồn 2: Meteo Climat                    |                                 |                                 |                                 |                                 |                                 |                                 |                                 |                                 |                                 |                                 |                                 |                                 |                                 |

## Thành phố kết nghĩa
- Dresden, Đức[6]
- Uy Hải, Trung Quốc
- Kinshasa, Cộng hòa Dân chủ Congo